# Ben Green
Ben Green (teljes nevén Ben Joseph Green) (Bristol, 1977. február 27. –) brit matematikus.

## Életpályája
Tanulmányait helyi iskolákban kezdte. Részt vett az 1994-es és az 1995-ös Nemzetközi Matematikai Diákolimpiákon. 1995-ben kezdte egyetemi tanulmányait a cambridge-i Trinity College-ban és 1998-ban szerezte meg az alapfokú diplomáját matematikából. 2003-ban szerzett meg a PhD fokozatot, mentora Timothy Gowers volt. Disszertációjának címe: Topics in arithmetic combinatorics. 2005 és 2006 között a Bristoli Egyetem professzora volt. Jelenleg Cambridge-ben a Herchel Smith Professorship of Pure Mathematics posztot tölti be. A Clay Mathematics Institute is volt ösztöndíjas kutató valamint a Princeton Egyetemen, a University of British Columbián és a Massachusetts Institute of Technology-n is betöltött különböző posztokat.

## Kutatási területe
Szakterülete a kombinatorika és a számelmélet.
Megjavította Jean Bourgain becslését az összeghalmazokban található számtani sorozatok hosszáról. Igazolta a Cameron–Erdős-sejtést: az {\displaystyle \{1,2,\dots ,n\}} halmaz összegmentes részhalmazainak száma {\displaystyle O(2^{n/2})}.
2004-ben Terence Taóval bebizonyította a számelmélet egy régi, nevezetes sejtését: a prímszámok sorozatában létezik tetszőlegesen hosszú számtani sorozat. A felfedezést Green–Tao-tételnek nevezték el.

## Publikációi
Számos közös cikke van Ruzsa Imrével.

## Díjai
- Clay Research Award (2004)
- Whitehead-díj (2005)
- Salem-díj (2005)